# Jurij Dmitrijevics Sarov
Jurij Dmitrijevics Sarov (oroszul: Юрий Дмитриевич Шаров) (Szaratov, 1939. április 22. – Szaratov, 2021. december 12.) szovjet színekben olimpiai és világbajnok orosz tőrvívó.